# Julian Dobrski

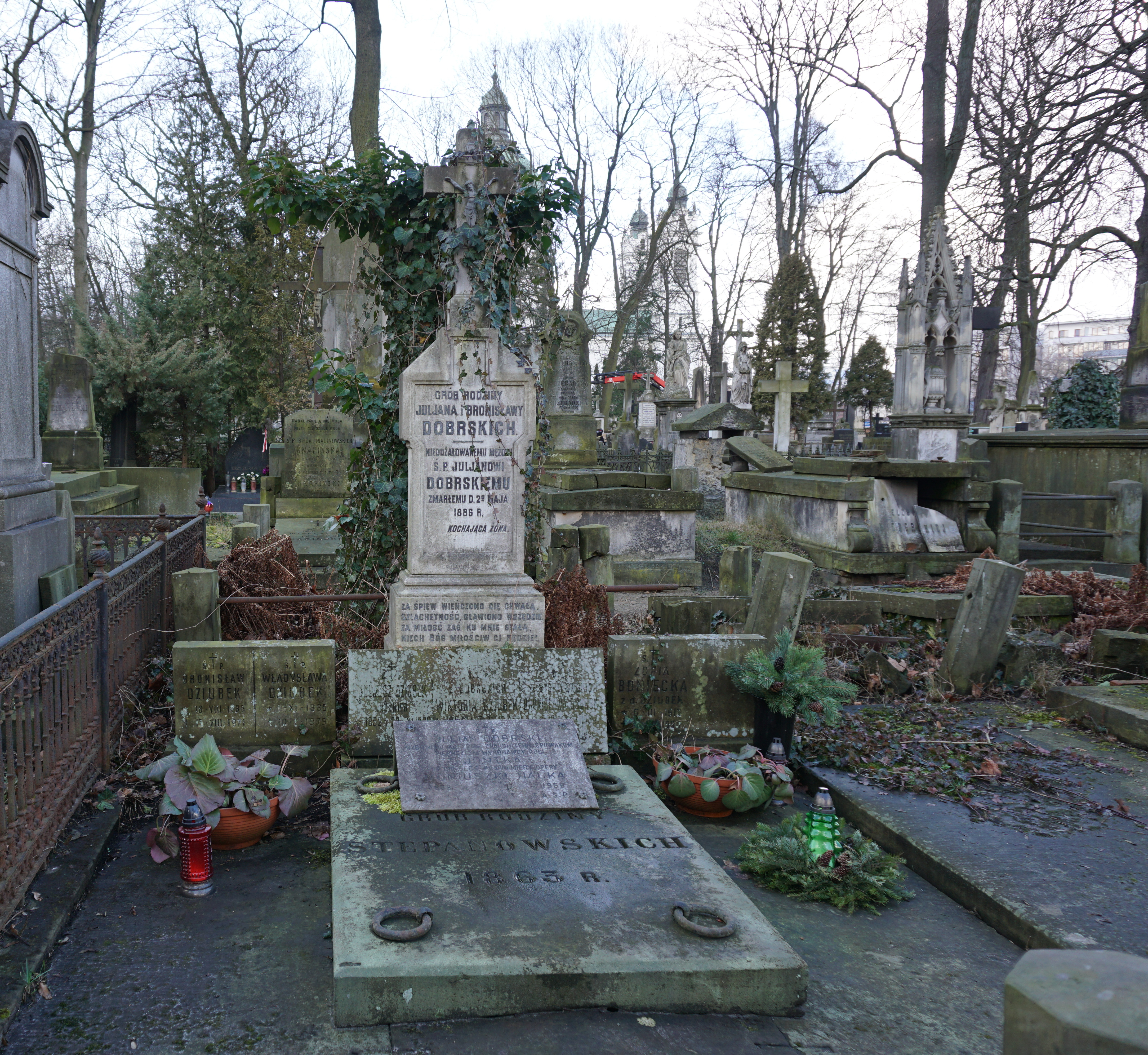
Grób Juliana Dobrskiego na cmentarzu Powązkowskim

Julian Dobrski (ur. 31 grudnia 1811 lub 1812 w Nowe, zm. 2 maja 1886, Warszawa) – polski tenor operowy, kompozytor i pedagog. 
Od 1826 uczył się śpiewu w Konserwatorium Warszawskim. Był jednym z głównych tenorów Teatru Wielkiego w Warszawie w latach 1832-1865, z przerwą na występy w Turynie i w Genui w latach 1846-1848. Śpiewał m.in. partię Almavivy w Cyruliku sewilskim Gioacchina Rossiniego na inauguracji Teatru Wielkiego 24 lutego 1833. Zaśpiewał także role Jontka w prapremierze Halki Stefana Stanisława Moniuszki 1 stycznia 1858 i Stefana w prapremierze Strasznego dworu Stanisława Moniuszki 28 września 1865. Inne role w jego repertuarze to m.in. Manrico w Trubadurze i Ernani Giuseppe Verdiego (wykonywał tę drugą partię podczas jubileuszu 25-lecia pracy scenicznej), Fra Diavolo Daniela Aubera, Sever w Normie Vincenza Belliniego, Max w Wolnym strzelcu Carla Marii von Webera, Gennaro w Lukrecji Borgii Gaetana Donizettiego, Lionel w Marcie Friedricha von Flotowa. Jego ostatni rolą w 1865 był Eleazar w Żydówce Jacques’a Fromentala Halévy'ego.
Podobno uczestniczył w wydarzeniach Wiosny Ludów we Włoszech, przez co potrzebował specjalnego zezwolenia policyjnego na powrót do Warszawy. Śpiewał fragmenty Requiem Józefa Stefaniego podczas nabożeństwa za dusze poległych uczestników manifestacji patriotycznej 27 lutego 1861 w kościele św. Krzyża w Warszawie, co przyspieszyło jego przejście na emeryturę.
W latach 1861–1864 uczył śpiewu w Instytucie Muzycznym. Od 1866 prowadził klasę śpiewu w konserwatorium warszawskim. Jego spuściznę kompozytorską stanowi Echo-zbiór pieśni obcych kompozytorów oraz pieśni Niezapominajki i Kochanek lutni. 
Spoczywa na cmentarzu Powązkowskim w Warszawie (kwatera 181, rząd 3, grób 26/27).